# Цви Замир
Цви Замир (на иврит: צבי זמיר) е генерал-майор от израелската армия и в периода от 1968 г. до 1974 г. е директор на Мосад.
Пристига в Палестина на 7 месеца със своите родители. През 1943 г. влиза в Палмах, а по-късно участва в Хагана и Цахал (израелската армия). Участва през 1948 г. в Арабско-израелската война, за което впоследствие е произведен в чин генерал-майор от израелската армия. Той е командващ израелските сили в Южен Израел, а след това и военен аташе в Великобритания. През 1968 г. е назначен от премиера Леви Ешкол за директор на Мосад, като наследява на поста Меир Амит.
Най-важната част от задачите на Замир като ръководител на Мосад са операциите, последвали атентата срещу израелските спортисти на олимпиадата в Мюнхен от 1972 г. При неговото ръководство Мосад организира емиграцията на евреи от Сирия и Ирак, както и оказва подкрепа на кюрдските бунтовници в Ирак и на християнските милиции в Судан. Замир лично посещава многократно двете страни за да ръководи операциите на израелските служби на място.
Във филма на Стивън Спилбърг, Мюнхен от (2005), ролята на Цви Замир се изпълнява от Ами Вайнберг.
Негова дъщеря е писателката Михал Замир.